# Comunitat Sioux Shakopee Mdewakanton
La Comunitat Sioux Shakopee Mdewakanton (SMSC) (dakota: Bdemayaṭo Oyate) és una tribu índia sobirana reconeguda federalment de la Nació Dakota Mdewakanton, situada al sud-oest de Minneapolis i Saint Paul, amb parts a les ciutats de Prior Lake i Shakopee al comtat de Scott (Minnesota). Mdewakanton significa "vila del sagrat (wakan) Llac (mde)", referint-se a l'actual llac Mille Lacs.
Segons el cens de 2010 hi vivien 658 persones a la terra de la reserva. La tribu posseeix i opera el Mystic Lake Casino Hotel, Little Six Casino, i altres empreses.
Els membres de la tribu són descendents directes dels Mdewakanton Dakota que vivien als campaments vora els marges del baix riu Minnesota. El Cap Sakpe va parlar d'un poble que es troba a prop del que avui és la ciutat de Shakopee. La ciutat de Shakopee va ser anomenada després Sakpe, que vol dir el nombre sis. La SMSC actualment posseeix 2.000 acres o 8,1 km² de terra, totalment situades dins la reserva original de 250 acres establida per a la tribu en la dècada del 1880. La seu tribal és situada a Prior Lake i Shakopee.

## Govern tribal
La SMSC és governada per un Consell General format per tots els membres registrats de la SMSC majors de 18 anys, i el Consell de Treball, consistent en tres membres elegits cada quatre anys pel Consell General. El Consell de Treball és responsable de les operacions quotidianes i la implementació de les decisions del Consell General. El Consell de Treball actual inclou el cap tribal Charlie Vig, el vicecap Keith B. Anderson, i el secretari/tresorer Lori K. Watso.

## Història
Els pobles dakota han viscut a la vall del riu Minnesota durant segles. Històricament pescaven al riu, recollien arròs silvestre, i caçaven animals.

### Cap Sakpe
El cap Sakpe, (Shock-pay), que vol dir “nombre sis” en dakota, era el nom d'una línia de caps d'un poble que es trobava a prop del seu homònim actual, la ciutat de Shakopee. El cap Sakpe I (ca. 1750-1827) va rebre el nom “Sakpe” perquè la seva dona va donar a llum sis nens bessons. El cap Sakpe II (ca. 1794-ca. 1862) signà el 1851 els Tractats de Traverse Des Sioux i Mendota i el 1858 el Tractat amb els Dakota a Washington, D.C.
El Cap Sakpe III (1811-1865) fou un líder durant la Guerra Dakota de 1862. Quan el poble dakota es va exiliar després de la guerra, va fugir a Canadà, però més tard va ser posat a disposició de les forces estatunidenques. Segons s'informa, quan es preparava a la forca l'11 de novembre de 1865, va sentir un xiulet del tren i va dir: "A mesura que l'home blanc entra, l'indi marxa."

### Guerra Dakota de 1862
Quan els colons blancs hi van arribar en la dècada de 1800, el poble dakota desconeixia el concepte de la venda de terres als nouvinguts i pensaven que només estaven donant permís a altres per viure-hi. L'era de la colonització a Minnesota, també una era dels tractats, disminuí el territori i la forma de vida dakota. Amb menys capacitat de valer-se per si mateixos, els dakota es van veure obligats a dependre cada vegada més de les promeses i les disposicions del govern federal. El fracàs del govern federal per complir amb aquestes promeses va portar prop de la inanició i la creixent ira entre els dakota, culminant en la Guerra Dakota de 1862.

### Execucions massives i penúries
Els dakota van perdre la guerra, i fou continuada per la major execució en massa en la història dels Estats Units: 38 homes dakota van ser penjats a Mankato (Minnesota) el 26 de desembre de 1862. Els restants dakota va ser obligats a caminar més de 100 milles a Fort Snelling, on foren internats en un camp de concentració durant l'hivern. En 1863 el Congrés va anul·lar tots els tractats amb els dakota i va ordenar la seva retirada de Minnesota.
Finalment, en 1886, el Congrés va establir la Reserva Shakopee Mdewakanton, la Comunitat índia Prairie Island, la reserva índia Upper Sioux i la reserva índia Lower Sioux per als Dakota, que mai van deixar Minnesota. Però la vida del proper segles va estar plena de pobresa i privacions per als dakota.

### Revitalització
En 1969 la Comunitat Sioux Shakopee Mdewakanton esdevé una tribu reconeguda federalment i comença a organitzar un govern i un sistema econòmic. S'obre el Little Six Bingo Palace (més tard Little Six Casino) en 1982 i el Mystic Lake Casino Hotel en 1992.

## Notables membres tribals
- Norman Melvan Crooks (1917–1989), cap tribal
- Stanley R. Crooks (1941–2012), cap tribal
- Charlie Vig, actual cap tribal